# 平凯街道
平凯镇，是中华人民共和国重庆市秀山土家族苗族自治县下辖的一个乡镇级行政单位。

## 行政区划
平凯镇下辖以下地区：
护国社区、平建社区、凤栖社区、武营村、官桥村、晓较村、邓阳村、银厂村、矮坳村、平马寺村、贵贤村、马西村、麻姑村、莲花村和明家寨村。